# ورقة 50 جنيه إسترليني بنك كليديسدال
ورقة 50 جنيه إسترليني بنك كليديسدال هي ورقة جنيه استرليني نقدية. قبل سحبها كانت ثاني أكبر فئة من الأوراق النقدية الصادرة عن بنك كليديسدال. آخر ورقة قطنية صدرت أول مرة في عام 2009 على وجهها صورة إلسي إنغلس مؤسسة مستشفيات النساء الاسكتلندية، وعلى الظهر الجدار الأنطوني.

## التاريخ
بدأ بنك كليديسدال بإصدر ورقة 0 جنيه استرليني في عام 1838 وهو نفس العام الذي أسس فيه البنك. كانت الأوراق النقدية المبكرة أحادية اللون وتُطبع على جانب واحد فقط. نظم قانون الأوراق النقدية (اسكتلندا) لعام 1845 إصدار البنوك الاسكتلندية الأوراق النقدية حتى استبدل بقانون البنوك لعام 2009. الأوراق النقدية الاسكتلندية هي عملة قانونية مقبولة بشكل عام في جميع أنحاء المملكة المتحدة. وهي أصلية كما الأوراق النقدية التي يصدرها بنك إنجلترا. ورقة 50 جنيه استراليني هي ثاني أكبر فئة من الأوراق النقدية الصادرة عن بنك كليديسدال.
طرحت ورقة 50 جنيه إسترليني التي على وجهها صورة الاقتصادي آدم سميث في عام 1981 وهي من سلسلة الاسكتلنديون المشهورون. وعلى الظهر هذه توجد عدة صور تمثل الآلات الهندسية والزراعية في القرن الثامن عشر. طرحت ورقة 50 جنيه إسترليني من سلسلة التراث العالمي الحالية في عام 2009. على وجه هذه الورقة صورة إلسي إنغلس، وعلى الظهر صورة الجدار الأنطوني.
سحبت وقة 50 دولار من التداول في 30 سبتمبر 2022. ولكن لم تصدر أي ورقة بوليمر حتى الآن.

## الإصدارات
| السلسلة                | تاريخ الإصدار | اللون | الحجم        | التصميم                                   | معلومات إضافية         |
| ---------------------- | ------------- | ----- | ------------ | ----------------------------------------- | ---------------------- |
| الاسكتلنديون المشهورون | 1981          | أخضر  | 156 × 85 ملم | الوجه: آدم سميث؛ الظهر: صور متنوعة        | سحبت في 30 سبتمبر 2022 |
| الثراث العالمي         | 2009          | أخضر  | 156 × 85 ملم | الوجه: إلسي إنغلس. الظهر: الحائط الأنطوني | سحبت في 30 سبتمبر 2022 |

المعلومات مأخوذة من موقع لجنة المصرفيين الاسكتلنديين.

## روابط خارجية
- The Committee of Scottish Bankers website